# Río Roe
El Río Roe es uno de los cuatro ríos más cortos del mundo, discurriendo entre un enorme depósito de agua dulce en los alrededores de la ciudad de Great Falls, en el estado de Montana, Estados Unidos, y el Río Misuri, prolongándose apenas a lo largo de 61 metros. El reconocimiento de este hecho tuvo lugar en 1989, cuando pasó a figurar en el Libro Guinness de los Récords.
Una campaña exitosa para reconocer a este curso fluvial como el río más corto del mundo en el Libro Guinness de los récords partió de la iniciativa de un estudiante de la Escuela elemental Lincoln, en Great Falls. Antes de esto, el río D, en el estado de Oregón, era considerado como el río más corto del mundo, con unos 150 metros de cauce.